# Affinity Photo
Affinity Photo ist ein Bildbearbeitungsprogramm für Rastergrafiken des britischen Herstellers Serif. Es gilt als Alternativprodukt zu Adobe Photoshop. Der Aufbau der Benutzeroberfläche ist ähnlich, um einen Umstieg zu erleichtern. Der Hersteller betont die Möglichkeit, die Lizenz dauerhaft durch Einmalzahlung zu erwerben, ohne ein Abonnement abschließen zu müssen.

## Geschichte
Das Softwareunternehmen Serif entwickelte Affinity Photo als Alternative zum Marktführer Adobe Photoshop. 2014 wurde zunächst das vektorbasierte Grafik- und Zeichenprogramm Affinity Designer und danach Affinity Photo für die Computer-Produktlinie von Apple entwickelt, 2016 kamen Versionen für Windows hinzu. 2017 wurde eine Affinity Photo App für die iPad-Versionen iPad Pro, iPad Air 2 und iPad (Anfang 2017) veröffentlicht.
Apple kürte Affinity Photo 2015 und 2017 zur App des Jahres. 2016 folgte die Auszeichnung Best Imaging Software von der Technical Image Press Association.
Am 9. November 2022 wurde Version 2 der Software veröffentlicht. Sie war nicht vom Kauf der Version 1 umschlossen. Ihr wurden neue Funktionen, wie zum Beispiel die verlustfreie Bearbeitung von RAW-Bildern oder Gitterverzerrung, hinzugefügt. Die neue Version löste auch Kritik seitens einiger Nutzer aus, sie bot in ihren Augen zu wenige Neuerungen an, um den hohen Preis zu rechtfertigen.
Die Software kostet (Stand: Juni 2024) 74,99 €. Zusammen mit den anderen Programmen der Affinity-Suite, bestehend aus Affinity Designer und Affinity Publisher, ist ein Paket für 179,99 € erhältlich.

### Logo

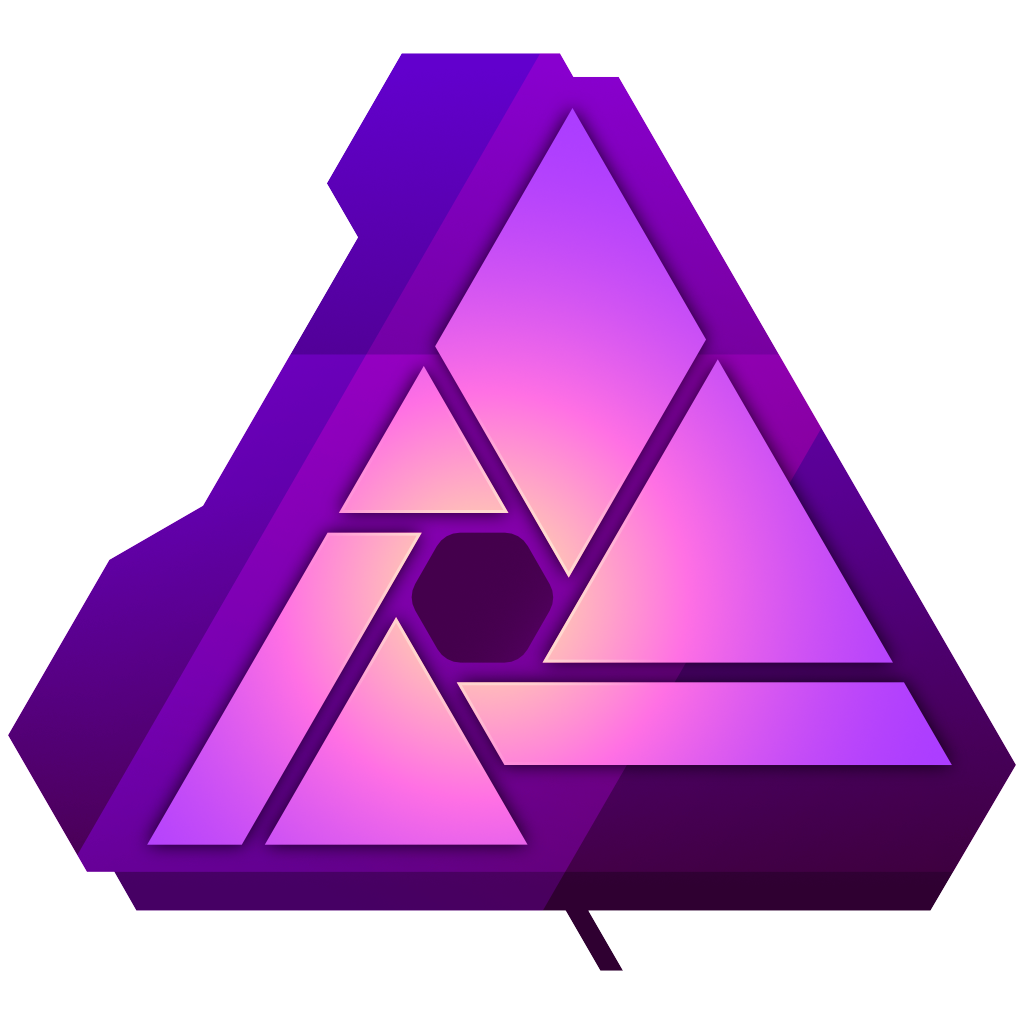
Logo bis Mai 2019
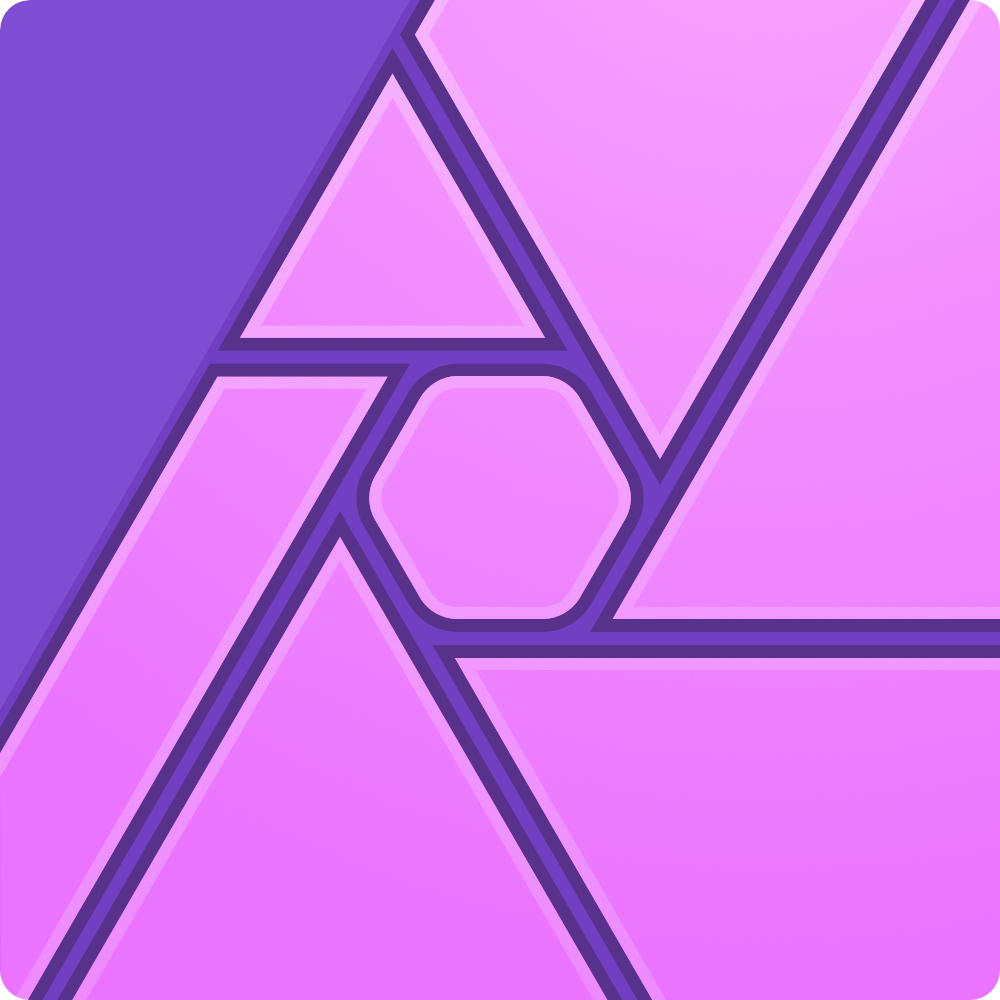
Logo ab Juni 2019
Logo ab 2022 (Affinity Photo V2)

## Beschreibung
Die Bildbearbeitungsmöglichkeiten bieten Werkzeuge zur Optimierung, Korrektur und Retusche von Fotos. Das Format von Photoshop (PSD) sowie gängige Standardformate wie PNG, TIFF, JPG, GIF, SVG, EPS, EXR, HDRI und PDF können geöffnet, bearbeitet und gespeichert werden. RGB-, CMYK- und Lab-Farbräume werden unterstützt, in 16-Bit- und 32-Bit-Kanälen. Ebenen, Ebenengruppen, Anpassungsebenen, Filterebenen und Masken werden unbegrenzt unterstützt. RAW-Bilder aus Kameras der meisten Hersteller können gelesen und entwickelt werden. Viele Plugins für Photoshop lassen sich einbinden. Automatisierung mittels Makros und Stapelverarbeitung sind implementiert.